# District de Zhanggong
Le district de Zhanggong (章贡区 ; pinyin : Zhānggòng Qū) est une subdivision administrative de la province du Jiangxi en Chine. C'est le centre administratif de la ville-préfecture de Ganzhou.